# Hertugdømmet Savoyen
Hertugdømmet Savoyen var tidligere et uafhængigt hertugdømme, som var det centrale element i de Savoyardiske stater. Hertugdømmet blev til Kongedømmet Sardinien 1713, og delt mellem Frankrig og Italien i 1860.